# Affaire Thybault Duchemin
 (novembre 2018).
Le texte peut changer fréquemment, n’est peut-être pas à jour et peut manquer de recul. 
Le titre et la description de l'acte concerné reposent sur la qualification juridique retenue lors de la rédaction de l'article et peuvent évoluer en même temps que celle-ci.
L'affaire Thybault Duchemin est une affaire judiciaire française qui a pour origine le suicide par pendaison d'un collégien de douze ans, Thybault Duchemin, dans la nuit du 20 au 21 novembre 2018 à son domicile, à Saintry-sur-Seine en Essonne, à la suite de harcèlement scolaire et de happy slapping, pour laquelle l'enquête a été classée sans suite par le parquet en 2019.

## Histoire
Thybault Duchemin (né le 25 février 2006), élève au collège La Tuilerie à Saint-Germain-lès-Corbeil, doit le quitter en avril 2018 à la suite de violences physiques et de harcèlement moral dont il est victime. Il est alors forcé à changer d'établissement après un accord interne avec l'éducation nationale. Mais dès sa rentrée au collège de l'Ermitage, à Soisy-sur-Seine en septembre 2018, le harcèlement recommence. L'Éducation nationale et l'équipe enseignante avaient été mises au courant de la situation à de nombreuses reprises par la famille, et des séances de médiation entre Thybault Duchemin et ses harceleurs sont organisées dans l'enceinte de l'établissement. L'élève consulte plusieurs fois l'infirmière, le médecin et la psychologue scolaire, et est suivi par ces derniers.
Dans la nuit du 20 au 21 novembre 2018, Thybault Duchemin est retrouvé pendu à son domicile, à Saintry-sur-Seine en Essonne.

## Enquête
À la suite de cet événement, une enquête judiciaire est ouverte pour happy slapping. Elle est classée sans suite en février 2019.
L'avocate de la famille Duchemin, Me Talia COQUIS, déclare que cette dernière souhaite « mettre en lumière les absences de réaction qui ont pu mener à ce drame [...] des alarmes ont été tirées. Il y a eu des signalements, des mains courantes. » L'Association autonome de parents d'élèves pointe, quant à elle, le grand sous-effectif de surveillants dans son ancien collège La Tuilerie. 
La mère de Thybault, Karine Duchemin, souhaite faire reconnaître son fils comme victime. Deux plaintes sont déposées, une contre les harceleurs et une seconde contre l'établissement.
Le 21 mars 2025, le Tribunal administratif de Versailles a souligné que « L’absence de mesures proportionnées à la gravité du harcèlement subi par l’élève est, au cas d’espèce, de nature à révéler un défaut d’organisation du service public de l’enseignement » et rappelé que "le lien entre le harcèlement qu’il avait subi pendant plusieurs mois et son suicide était démontré"
Une information judiciaire est en cours.

## Hommages
Thybault Duchemin étant joueur de handball au club du Val de Seine, une minute de silence lui est consacrée lors du match de handball opposant le PSG au Skjern (Danemark) le 1er décembre 2018. Son club, Val de Seine, décide de créer un tournoi à son nom en mai 2019,.